# TAWS
TAWS (anglicky Terrain awareness and warning system, česky Varování před blízkostí terénu) je standard systémů, jejichž smyslem je předcházet případům řízeného letu do terénu. Momentálně jsou nejvíce používanými zástupci systémy třídy GPWS a EGPWS, ale označení TAWS může být používáno i pro jakýkoliv budoucí systém, který splní dané specifikace.